# Сорока (фильм)
«Сорока» (англ. The Severed Sun) — художественный фильм режиссёра Дина Пакетта. Главные роли в фильме исполнили Эмма Эпплтон, Тоби Стивенс и Льюис Гриббен.

## Сюжет
После необъяснимой смерти одного из членов сообщества в маленькой изолированной религиозной общине начинается охота на ведьм.

## В ролях
- Эмма Эпплтон[4] — Сорока
- Тоби Стивенс — пастор
- Льюис Гриббен — Дэвид
- Джоди Мэй
- Барни Харрис — Джон
- Оливер Мальтман — Фред
- Джеймс Суонтон — Зверь

## Производство
Сюжет основан на короткометражном фильме Пакетта «Проповедь» (2018). Разработка фильма шла медленно, Пакетт стремился сохранить контроль над проектом, а не уступать его руководителям киноиндустрии. В процессе разработки фильм также назывался «Еретик». Продюсерами фильма выступили Ребекка Вулфф из Grasp the Nettle Films и Джуд Голдрей из Lunar Lander Films.
Съёмки проходили в Бодмин-Мур, в Корнуолле. Основные съёмки завершились в июне 2023 года.
В 2021 году главные роли в фильме должны были исполнить Таппенс Миддлтон, Макс Харвуд и Томас Тургус. К 2023 году вместо Миддлтон роль в фильме получила Эмма Эпплтон. Также в актёрский состав вошли Джоди Мэй, Льюис Гриббен, Барни Харрис, Оливер Малтман, Джеймс Суонтон и Тоби Стивенс.